# Suzanne Clauser (Übersetzerin)
Suzanne Clauser (geb. von Adler, Pseudonym Dominique Auclères; * 16. Mai 1898 in Wien; † 11. September 1981 in Paris) war eine österreichische Übersetzerin und Journalistin. Privat war sie die intime Freundin von Arthur Schnitzler in seinen letzten Lebensjahren.

## Leben
Clauser war die Tochter des Bankiers Wilhelm Ritter von Adler (1863–1928), mit dem sie bis 1918 in Paris lebte. Neben ihrer Ehe mit Clauser und der Erziehung ihrer zwei Kinder betätigte sie sich als Autorin und autodidaktisch als Übersetzerin, ohne zunächst zu veröffentlichen. Anfang November 1929 schrieb sie einen Brief an Schnitzler, in dem sie den Autor bat, ihm die Übersetzung seiner Erzählung Blumen  vorstellen zu dürfen. Aus der Begegnung entstand eine Freundschaft und Arbeitsbeziehung, die bis zu Schnitzlers Tod im Jahr 1931 anhielt.
Clauser übersetzte zunächst seine Novellen, die in französischen Zeitschrift Gringoire erschienen. 1930 übersetzte sie Die Schwestern oder Casanova in Spa (1919) und Im Spiel der Sommerlüfte (1929), außerdem die Erzählungen Die Hirtenflöte und Die griechische Tänzerin. Der von ihr übersetzte Novellenband La Pénombre des âmes erschien beim Pariser Verlag Stock, der Einakter Die letzten Masken in der Revue d’Allemagne.
Die Tatsache, dass Suzanne Clauser seine Übersetzerin war, gab der Beziehung nach außen hin so etwas wie einen offiziellen Anstrich. So sind die letzten drei Lebensjahre von der Beziehung zu seiner Übersetzerin geprägt, der ersten weitgehend glücklichen Liebe Schnitzlers seit Jahrzehnten.
In Paris agierte Clauser auch als Schnitzlers Agentin bei Verhandlungen mit dortigen Verlegern und Theaterleuten. Kurz vor Schnitzlers Tod übersetzte sie noch die Novelle Flucht in die Finsternis; sie erschien unter dem Titel L’appel des ténèbres als Vorabdruck in La revue de France 1932. In seinem Testament übertrug Schnitzler (in einem noch kurz vor seinem Tod hinzugefügten Teil) Suzanne Clauser das Exklusivrecht für alle französischen Übersetzungen. In späteren Jahren veröffentlichte sie diese unter dem Pseudonym Dominique Auclère.
Clausers Übersetzungen zeichnen sich generell durch einen sehr „freien Stil“ aus, schrieb Julia Rotter (2015). „Sie sind stark am französischen Publikum orientiert. Oft verändert sie die Syntax, fügt zusätzliche Erklärungen ein oder lässt teils sogar Passagen, die „unverständlich für das französische Publikum“ seien, aus. Diese Interventionen häufen sich in den Übersetzungen, die nach 1931 unter ihrem Pseudonym Dominique Auclères erschienen.“
Nach Schnitzlers Tod übersiedelte sie nach Paris. Sie arbeitete als Korrespondentin für Le Figaro und berichtete über verschiedene internationale Ereignisse wie den „Anschluss Österreichs“, die Nürnberger Prozesse und Anna Anderson. Sie verfasste sechs Bücher und Erinnerungen.
In seinem Tagebuch hat Schnitzler seine „verworrenen erotischen Beziehungen“ in den letzten Lebensjahren dargestellt. Während ihn die schwierige Beziehung zu Clara Katharina Pollaczek (die ihn mit ihren Eifersuchtsszenen zur Verzweiflung brachte) depressiv gestimmt hat, war die Beziehung zu Suzanne Clauser ein „Lichtblick“, der ihn Mal beflügelte.
Von den 125 Briefen Schnitzlers an Suzanne Clauser wurden 41 Stück im Jahr 1984 bei S. Fischer im Band Arthur Schnitzler: Briefe 1913–1931 veröffentlicht.

## Publikationen (Auswahl)

### Übersetzungen
- Der Ehrentag (L’apothéose, 1929)
- Ein Abschied (L’adieu 1930)
- Die letzten Masken (Les derniers masques, 1930)
- Die griechische Tänzerin (La danseuse grecque, 1930)
- Die Fremde (L’etrangere, 1930)
- Die Weissagung (La prédiction, 1931)
- Reigen (La ronde, 1931)
- Lieutenant Gustl (Le lieutenant Gustel, 1932)
- Flucht in die Finsternis  (L’appel des ténèbres; 1932)
- Die Hirtenflöte (La flûte dupâtre, 1932)
- Liebelei (Amourette, 1933)